# Amphidasya longicalycina
Amphidasya longicalycina är en måreväxtart som först beskrevs av John Duncan Dwyer, och fick sitt nu gällande namn av Charlotte M. Taylor. Amphidasya longicalycina ingår i släktet Amphidasya och familjen måreväxter. Inga underarter finns listade i Catalogue of Life.